# Пирролизин
Пирролизин — нестандартная протеиногенная аминокислота, которая участвует в биосинтезе белка у ряда метаногенных архей. Был обнаружен в 2002 году на активном участке фермента метилтрансферазы, выделенной из метаногенной археи Methanosarcina barkeri, и является 22-й из найденных в природе аминокислот, которые входят в состав природных белков. В организме человека отсутствует.
Для обозначения пирролизина ИЮПАК рекомендует трёхбуквенное сокращение Pyl и однобуквенное O.
Пирролизин содержит в своей структуре карбоксильную группу и аминогруппу в α-положении к ней; в живых организмах существует в цвиттер-ионной форме. Имеет структурную аналогию с лизином по наличию азотсодержащего осно́вного фрагмента в 6-м положении углеводородной цепи.

## Строение
Согласно данным рентгеноструктурного анализа и MALDI масс-спектрометрии, пирролизин является производным лизина, содержащим (4r, 5r)-4-пирролин-5-карбоксилатный заместитель, соединённый с ϵ-атомом азота пептидной связью.

## Синтез
Синтез пирролизина in vivo протекает путем соединения двух молекул L-лизина с участием фермента пирролизил-тРНК-синтазы. Одна молекула лизина сначала изомеризуется в (R)-3-метил-D-орнитин, который далее образует пептидную связь со второй молекулой лизина, с последующей циклизацией с удалением аминогруппы и дегидрированием с образованием пирролинового фрагмента.
Химический синтез пирролизина включает ацилирование по ε-аминогруппе лизина, предварительно защищенного по α-NH2-группе, под действием (4R, 5R)-4-метилпирролин-5-карбоновой кислоты.

## Генетическое кодирование
В биосинтезе белков у архей включение пирролизина в полипептидную цепь закодировано в мРНК кодоном UAG (урацил-аденин-гуанин), который для клеток большинства организмов является стоп-кодоном, то есть не предполагает включение рибосомой в синтезируемую ей петидную цепь белка какой-либо аминокислоты — связывающаяся со стоп-кодоном тРНК поступает в рибосому без аминокислоты, что, как правило, влечет за собой обрыв полипетидной цепи и завершение синтеза белковой молекулы. Особенность трансляции кодона UAG в клетках архей обусловлено наличием у них гена pylT, который кодирует синтез необычной тРНК с антикодоном CUA — т-РНКCUA (кодон CUA, цитозин-урацил-аденин, для большинства организмов кодирует лизин), и гена pylS, который кодирует энзим pylRS, разновидность характерной для архей аминоацил-тРНК-синтазы — класса ферментов, ответственных за присоединение аминокислот к тРНК. pylRS катализирует присоединение именно пирролизина, а не лизина к нетипичной тРНКCUA архей, которая доставляет его в рибосому за счет своей необычной способности присоединяться к участку мРНК с кодоном UAG и включает в процесс биосинтеза белка.
Оперон, содержащий гены pylT и pylS, найден при секвенировании геномов всех известных представителей архей из семейства Methanosarcinaceae. Гомологи генов pylS и pylT обнаружены также в геноме грам-положительной бактерии Desulfitobacterium hafniense, хотя функции этих гомологов у данной бактерии неизвестны. Введение генов pylS и pylT в клетку e-coli привели к переопределению у неё функции UAG со стоп-кодона на кодон, отвечающий за включение в синтезируемый белок молекулы пирролизина, после чего бактерия получила возможность к использованию экзогенного пирролизина в составе синтезируемых ею белков. Это подтвердило, что использование пирролизина в биосинтезе белка в ответ на UAG кодон имеет генетические причины, то есть определяется наличием у организма соответствующих генов.
Наличие генов pylT и pylS определяет использования пирролизина как результат трансляции кодона UAG с высокой селективностью. Так, при этом невозможно использовать вместо пирролизина его структурный аналог лизин, а многие ε-N-ацилпроизводные лизина удалось вовлечь в биосинтез белка в незначительных количествах. Однако разработаны аналоги лизина, например, с заменой пирролинового кольца на тетрагидрофурановое, способные при наличии генов pylT и pylS к связыванию с тРНКCUA и включению в значительных колиечествах в синтезируемый белок. Считается, что эффективные аналоги пирролизина при этом должны иметь в своей структуре вместо пирролинового кольца пятичленный гетероцилический заместитель с гетероатомом во 2-м положении.

## Каталитическая функция
Фрагмент пирролизина входит в состав активного центра нескольких метилтрансфераз архей — ферментов, участвующих в процессе метаногенеза, обеспечивающего клетки архей энергией, и ответственных за процесс связывания N-метиламинов и отщепление их метильной группы, которая превращается в метан в процессе дальнейшего метаболизма. Считается, что конформационная подвижность пирролинового фрагмента пирролизина в структуре этих ферментов достаточно высока, и именно его иминная связь играет решающую роль в процессе расщепления связи С-N метиламина, захватываемого и удерживаемого внутри активного центра фрагментами двух других аминокислот — тирозина и глутаминовой кислоты. При этом метиламин присоединяется по двойной связи пирролинового цикла с образованием 1,1-диаминопроизводного, связь С-N метиламинового остатка гетеролитически расщепляется корриноидным кофактором, образующийся метилкатион связывается с атомом кобальта кофактора (с изменением степени окисления Co с +1 до +3) и передаётся далее в метаболическую цепь. Оставшаяся связанной с ферментом аминогруппа захватывает Н+ из внешней среды и выводится в составе аммиака, а пирролиновый фрагмент фермента далее участвует в следующем каталитическом цикле.